# Liste der Monuments historiques in Bitsch
Die Liste der Monuments historiques in Bitsch führt die Monuments historiques in der französischen Gemeinde Bitsch auf.

## Liste der Bauwerke
| Bezeichnung                                | Beschreibung | Standort                     | Kennzeichnung | Schutzstatus | Datum | Bild           |
| ------------------------------------------ | --- | ---------------------------- | ------------- | ------------ | ----- | -------------- |
| Zitadelle                                  | mittelalterliche Burg, 12. oder 13. Jahrhundert; zwischen 1683 und 1697 durch Zitadelle nach Plänen von Sébastien Le Prestre de Vauban ersetzt, 1698 nach dem Frieden von Rijswijk geschleift; von 1740 bis 1765 durch Louis de Cormontaigne erneut befestigt | (Lage)                       | PA00106736    | Classé       | 1979  | weitere Bilder |
| Militärkrankenhaus                         | Ende des 18. Jahrhunderts gebaut | 46 rue Saint-Augustin (Lage) | PA00107051    | Inscrit      | 1991  | weitere Bilder |
| Straßburger Tor (frz. Porte de Strasbourg) | Stadttor, Ende des 18. Jahrhunderts | Rue des Tilleuls (Lage)      | PA00106737    | Inscrit      | 1930  | weitere Bilder |

## Liste der Objekte
| Bezeichnung    | Beschreibung         | Standort                        | Kennzeichnung | Schutzstatus | Datum | Bild           |
| -------------- | -------------------- | ------------------------------- | ------------- | ------------ | ----- | -------------- |
| Festungsmodell | Holz und Pappe, 1794 | im Musée de la Citadelle (Lage) | PM57000017    | Classé       | 1983  | weitere Bilder |